# Ломиха

Ломиха — река в Ярославской области России, протекает по территории Некоузского и Мышкинского районов. Устье реки находится в 51 км по левому берегу реки Сутки. Длина реки составляет 33 км, площадь водосборного бассейна — 116 км².

## Данные водного реестра
По данным государственного водного реестра России относится к Верхневолжскому бассейновому округу, водохозяйственный участок реки — Волга от Угличского гидроузла до начала Рыбинского водохранилища, речной подбассейн реки — бассейны притоков (Верхней) Волги до Рыбинского водохранилища. Речной бассейн реки — (Верхняя) Волга до Куйбышевское водохранилище (без бассейна Оки).
По данным геоинформационной системы водохозяйственного районирования территории РФ, подготовленной Федеральным агентством водных ресурсов:
- Код водного объекта в государственном водном реестре — 08010100912110000004703
- Код по гидрологической изученности (ГИ) — 110000470
- Код бассейна — 08.01.01.009
- Номер тома по ГИ — 10
- Выпуск по ГИ — 0